# Мемориальный дом-музей Н. Д. Зелинского
Мемориальный дом-музей Н. Д. Зелинского — муниципальное учреждение культуры в городе Тирасполь, столице Приднестровской Молдавской Республики. Входит в состав Тираспольского объединённого музея.

## История
Музей был открыт 31 октября 1987 года в доме, где родился и провел своё детство выдающийся русский и советский химик-органик, создатель научной школы, один из основоположников органического катализа и нефтехимии, академик АН СССР (1929), Герой Социалистического Труда (1945), лауреат Ленинской и Сталинской премий — Николай Дмитриевич Зелинский.
Музей состоит из четырёх залов. В первом зале по типологическому принципу экспозиция воспроизводит обстановку дома Зелинских, а также детство ученого до переезда в Одессу. Экспозиция второго зала рассказывает о жизни Николая Зелинского в Одессе, а затем об учёбе и научной деятельности в Германии, Москве и Петербурге. В третьем зале представлены экспонаты, рассказывающие о втором московском периоде (1917—1953), а также материалы повествующие об общественной и научной работе в советское время. Экспозиция четвёртого зала посвящена ученикам Н. Д. Зелинского, продолжившим его дело, а также материалы, посвященные памяти о великом учёном. Завершается экспозиция четвёртого зала разделом, знакомящим с современной продукцией химических предприятий республики — тубами для хранения сухих веществ, изделиями для парфюмерной промышленности и другие материалы.
В 2013 году внук учёного Феликс Зелинский-Платэ подарил музею часть семейного архива. Экспонаты музея пополнили две графические картины, одну из которых написала дочь Николая Зелинского — Раиса Зелинская-Платэ, семейные фотографии, переписка учёного с учениками, набор пригласительных в честь 220-летия празднования Академии наук СССР, в президиум которой входил Зелинский, поздравления с присуждением звания Героя Социалистического Труда и много других ценных вещей.
За период до 2013 года музей посетило более полумиллиона человек из разных стран: Россия, Украина, Молдова, Германия, Франция, Норвегия, Китай, Япония, США и других.

## Реквизиты
Адрес: г. Тирасполь, ул. 25 Октября, 44. Телефон: (533) 9-04-26. Время работы: вторник — пятница с 08:30 до 17:00; суббота, воскресенье — с 10:00 до 18:00; выходной — понедельник.